# Девотченко, Иван Георгиевич
Иван Георгиевич Девотченко (20 января 1902 — 22 августа 1956) — советский военачальник, военный лётчик, участник Гражданской войны, Гражданской войны в Испании, Советско-финляндской и Великой Отечественной войны, командир 126-й и 127-й истребительных авиационных дивизий, полковник (22.03.1943).

## Биография
Иван Георгиевич Девотченко родился 20 января 1902 года на хуторе Бирюковский станицы Мешковская Донецкого округа Области Войска Донского (ныне — в Верхнедонском районе, Ростовская область). Русский.
В Красной армии с апреля 1919 года по августа 1921 года и с декабря 1927 года. Окончил Военно-теоретическую школу ВВС РККА в Ленинграде в 1928 году, 2-ю военную школу летчиков им. Осоавиахима в городе Борисоглебск в 1930 году, курсы усовершенствования командиров и начальников штабов авиадивизий при Военно-воздушной академии в 1947 году.
Участник Гражданской войны с апреля 1919 года, добровольно вступил в ряды Красной армии и проходил службу пулеметчиком в кавалерийском эскадроне 107-го Богучарского полка 40-й Богучарской кавалерийской дивизии 8-й армии. Участвовал в подавлении восстаний в своей станице Мешковской, станицах Вешенская и Казанская, боях с конницей генерала Мамонтова, с войсками Деникина на Южном фронте. С июня 1920 года — агент продснабжения. С августа 1921 года уволен в запас. Работал в Миллерово уполномоченным и председателем «Всерабоземлеса», с 1926 года — в Мальчевско-Полненском райисполкоме инспектором политпросвета.
В декабре 1927 года командирован Северо-Донецким окружкомом партии на учёбу в Военно-теоретическую школу ВВС РККА в Ленинград. В декабре 1928 года после окончания школы направлен в 1-ю военную школу летчиков, в августе 1929 года переведен во 2-ю военную школу летчиков им. Осоавиахима в Борисоглебск. Служил в строевых частях ВВС на должностях младшего и старшего летчика, командира звена и отряда. С 24 августа 1937 года по 15 апреля 1938 года участвовал в гражданской войне в Испании. Был командиром звена, а затем 1-й эскадрильи и группы истребителей И-16. Совершил более 100 боевых вылетов. Проведя 30 воздушных боёв, сбил 8 самолётов противника (1 лично и 7 в группе). За мужество и героизм награждён двумя орденами Красного Знамени.
По возвращении в СССР назначен командиром 43-го отдельного истребительного авиационного полка ВВС Ленинградского военного округа в Пскове. С апреля 1939 года в распоряжении кадров ВВС РККА, откуда переведён на должность старшего летчика-испытателя на завод имени Чкалова в Новосибирск. В декабре 1939 года с началом Советско-финляндской войны направлен на Северо-Западный фронт помощником командира 80-го истребительного авиационного полка, затем командиром 28-го смешанного авиационного полка ВВС 9-й армии. Выполнил 32 боевых вылета, штурмовыми ударами уничтожил 2 артиллерийские батареи, обоз, несколько автомашин. За мужество и героизм награждён орденом Красного Знамени.
По окончании войны вернулся на прежнюю должность на завод. В январе 1941 года назначен командиром 120-го истребительного авиационного полка 24-й истребительной авиационной дивизии ВВС МВО в город Клин.
С началом войны 28 июня 1941 года подполковник Девотченко назначен инспектором по технике пилотирования 36-й истребительной авиационной дивизии в Киеве. Участвовал с ней в Киевской оборонительной операции. В декабре отозван в Управление ВВС РККА и направлен на завод № 21 в Горький на должность старшего летчика-испытателя (ЛаГГ-3), с 10 мая 1942 года на той же должности на авиазаводе имени В. П. Чкалова в Новосибирске (Як-7б). В октябре 1942 года по личной просьбе направлен на фронт заместителем командира 126-й истребительной авиационной дивизии ПВО. С 25 декабря 1942 года вступил в командование этой дивизией.
В конце декабря 1942 года дивизия была перебазирована в состав Пензенского бригадного района ПВО Южно-Уральского военного округа на аэродромы Астраханского аэроузла для прикрытия утта-элистинского направления. В ходе Сталинградской битвы полки дивизии выполняли задачи по прикрытию важных объектов и войск от воздушного нападения авиации противника. В феврале 1943 года дивизия перебазировалась на Грозненский аэроузел в состав Грозненского дивизионного района ПВО Закавказского фронта с задачей прикрытия важнейших важных государственных объектов в городах Минеральные Воды, Грозный, Армавир, Тихорецк, Кропоткин, Краснодар. В этот период Битвы за Кавказ части дивизии взаимодействовали с авиационными дивизиями 4-й воздушной армии Северо-Кавказского фронта. В связи с высокой аварийностью в полках дивизии с должности был снят и назначен на должность заместителя командира 141-й истребительной авиационной дивизии ПВО Куйбышевского дивизионного района ПВО Восточного фронта ПВО.
В августе 1944 года назначен командиром 127-й истребительной авиационной дивизии ПВО Юго-Западного фронта ПВО.
После войны продолжал командовать этой дивизией. В мае 1948 года зачислен в резерв офицерского состава при командующим артиллерией ВС СССР (ему подчинялись войска ПВО). 25 мая 1948 года уволен в запас. После увольнения с января 1949 года работал заместителем по снабжению директора Электровозостроительного завода в Новочеркасске. Умер 22 августа 1956 года. Похоронен на Новодевичьем кладбище.

## Награды
- 4 ордена Красного Знамени (2.03.1938, 14.11.1938, 21.05.1940, 5.11.1946)[1];
- Орден Отечественной войны I степени (18.08.1945)[1];
- Орден Красной Звезды (3.11.1944)[1];
- Медаль «За оборону Сталинграда»;
- Медаль «За оборону Кавказа»;
- Медаль «За освобождение Варшавы»;
- Медаль «За победу над Германией в Великой Отечественной войне 1941—1945 гг.»
- ряд других медалей